# Suore orsoline di Mount Saint Joseph
Le Suore Orsoline di Mount Saint Joseph (in inglese Ursuline Sisters of Mount Saint Joseph; sigla O.S.U.) sono un istituto religioso femminile di diritto pontificio.

## Storia
Le origini della congregazione risalgono alla casa fondata il 5 agosto 1874 dalle orsoline dell'Immacolata Concezione di Louisville a Maple Mount, nel Kentucky, su invito del sacerdote Joseph Volk che intendeva aprire una scuola.
Dopo un inizio difficile, sotto il governo della superiora Agostina Blomer l'istituto si sviluppò notevolmente e nel 1880 la scuola fu riconosciuta dallo stato del Kentucky ottenendo la facoltà di concedere i gradi accademici come un college.
Nel 1885 fu possibile stabilire un noviziato a Maple Mount e il 5 agosto 1912 le orsoline si resero autonome dalla congregazione di Louisville. La prima superiora generale eletta fu Aloysius Willet.
Le costituzioni dell'istituto furono approvate dalla Santa Sede il 17 luglio 1929.

## Attività e diffusione
Le suore si dedicano all'educazione della gioventù. Dal loro Mount Saint Joseph Junior College ebbe origine il Brescia College di Owensboro, affiliato all'Università Cattolica d'America.
Oltre che negli Stati Uniti d'America, sono presenti in Cile; la sede generalizia è a Maple Mount, nel Kentucky .
Alla fine del 2015 l'istituto contava 134 religiose e ua sola casa.